# تات‌لی‌پینار (تاش‌اوا)
تات‌لی‌پینار (به لاتین: Tatlıpınar) یک منطقهٔ مسکونی در ترکیه است که در تاشوا واقع شده‌است.